# Colocasia mannii
Colocasia mannii är en kallaväxtart som beskrevs av Joseph Dalton Hooker. Colocasia mannii ingår i släktet Colocasia och familjen kallaväxter. Inga underarter finns listade.